# Artemisia schimperi
Artemisia schimperi là một loài thực vật có hoa trong họ Cúc. Loài này được Sch.Bip. ex Engl. mô tả khoa học đầu tiên năm 1882.